# Beania fragilis
Beania fragilis är en mossdjursart som först beskrevs av Ridley 1881.  Beania fragilis ingår i släktet Beania och familjen Beaniidae. Inga underarter finns listade i Catalogue of Life.